# La Boissière (Mayenne)
La Boissière és un municipi francès situat al departament de Mayenne i a la regió de País del Loira. L'any 2007 tenia 121 habitants.

## Demografia

### Població
El 2007 la població de fet de La Boissière era de 121 persones. Hi havia 40 famílies de les quals 8 eren unipersonals (8 homes vivint sols), 8 parelles sense fills i 24 parelles amb fills.
La població ha evolucionat segons el següent gràfic:
Habitants censats

### Habitatges
El 2007 hi havia 51 habitatges, 41 eren l'habitatge principal de la família, 4 eren segones residències i 6 estaven desocupats. 50 eren cases i 1 era un apartament. Dels 41 habitatges principals, 33 estaven ocupats pels seus propietaris i 8 estaven llogats i ocupats pels llogaters; 6 tenien tres cambres, 6 en tenien quatre i 29 en tenien cinc o més. 23 habitatges disposaven pel capbaix d'una plaça de pàrquing. A 19 habitatges hi havia un automòbil i a 21 n'hi havia dos o més.

## Economia
El 2007 la població en edat de treballar era de 81 persones, 61 eren actives i 20 eren inactives. De les 61 persones actives 55 estaven ocupades (31 homes i 24 dones) i 6 estaven aturades (6 homes). De les 20 persones inactives 5 estaven jubilades, 10 estaven estudiant i 5 estaven classificades com a «altres inactius».
Activitats econòmiques
Dels 4 establiments que hi havia el 2007, 2 eren d'empreses de construcció, 1 d'una empresa de comerç i reparació d'automòbils i 1 d'una empresa classificada com a «altres activitats de serveis».
L'únic servei als particulars que hi havia el 2009 era un paleta.
L'any 2000 a La Boissière hi havia 11 explotacions agrícoles que ocupaven un total de 444 hectàrees.